# Margarete Böhme
Margarete Böhme (Husum, 1867. május 8. – Othmarschen, ma Hamburg része,  1939. május 23.) német író, újságíró és forgatókönyvíró. Legismertebb műve az Egy elveszett lány naplója (Tagebuch einer Verlorenen), amit az 1920-as évek végéig több, mint egy millió példányban adtak el.

## Művei
- Im Irrlichtschein (1903)
- Zum Gluck (1903)
- Fetisch (1904)
- Abseites vom Wege (1904)
- Wenn der Fruhling kommit (1904)
- Tagebuch einer Verlorenen (1905)
- Des Gesetzes Erfüllung (1905)
- Die grunen Drei (1905)
- Mieze Biedenbachs Erlebnisse (1906)
- Dida Ibsens Geschichte (1907)
- Apostel Dodenscheit (1908)
- Die graue Strasse (1908)
- Rheinzauber (1909)
- W.A.G.M.U.S. (1911)
- Im weissen Kleide (1912)
- Christine Immersen (1913)
- Anna Nissens Traum (1913)
- Sarah von Lindholm (1914)
- Kriegsbriefe der familie Wimmel (1915)
- Siebengestirne (1915)
- Millionenrausch (1919)
- Lukas Weidenstrom (1921)
- Maianne Wendels Leidensgang (1922)
- Frau Ines Firnenwanderung (1922)
- Meine Schuld, meine grosse Schuld (1922)
- Roswitha (1923)
- Narren des glucks (1923)
- Die Heirat der Mieze Biedenbach (1923)
- Anna Nissens Traum (1924)
- Frau Bedfords Tranen (1924)

## Magyarul
- Egy tévedt nő naplója; ford. Sellei Emil; Benkő, Bp., 1907
- Ibsen Dida története. Az "Egy tévedt nő naplója" 2. része; ford. Szilasi Józsefné; Hajnal, Bp., 1923
- Egy mozgalmas élet története; ford. Pogány Elza; Hajnal, Bp., 1924
- Roswitha. A boldogság útja. Regény; ford. Illés Margit; Hajnal, Bp., 1925
- Biedenbach Mici élményei. Egy pincérlány naplója. Regény; ford. Faragó I.; Hajnal, Bp., 1925
- Biedenbach Mici házassága. A pincérlány további élményei. Regény; ford. Esty Jánosné; Hajnal, Bp., 192?